# American Samoa National Olympic Committee
Das American Samoa National Olympic Committee (ASNOC) ist das Nationale Olympische Komitee von Amerikanisch-Samoa und der Vertreter des IOC in Amerikanisch-Samoa.
Präsident des NOK ist seit dem 28. Januar 2011 Kenneth Tupua. Sein Generalsekretär ist Ed Imo.

## Geschichte
Es wurde 1985 gegründet und 1987 als Nationales Olympisches Komitee anerkannt. Es nahm zum ersten Mal an den Olympischen Sommerspielen 1988 in Seoul, Südkorea, teil.